# Javier Alberola Rojas
Javier Alberola Rojas (Ciudad Real, Castella-la Manxa, 22 de juny de 1991) és un àrbitre de futbol espanyol de la Primera Divisió espanyola.

## Trajectòria
És graduat en Psicologia per la Universitat Isabel I. En la seva primera temporada en Segona Divisió va arbitrar el partit de tornada de la promoció d'ascens a Primera Divisió de 2016 entre el Girona FC i el Còrdova (3-1).
Després de dues temporades en Segona Divisió, on va dirigir 46 partits, aconsegueix l'ascens a la Primera Divisió espanyola al costat del col·legiat català David Medié Jiménez i al col·legiat asturià Pablo González Fuertes. Es converteix així en el segon col·legiat més jove a ascendir a primera divisió, després de Brito Arceo.
Va debutar el 26 d'agost de 2017 en primera divisió en un Llevant Unió Esportiva contra el Real Club Deportivo de La Coruña (2-2).
Al final de la temporada 2020-2021 és guardonat amb el trofeu Guruceta lliurat pel diari Marca al millor àrbitre de la primera divisió espanyola cada temporada, havent dirigit un total de 20 partits en la temporada.
En 2009 va participar en el programa de cites Next, emès a Neox.

## Partits arbitrats[7]
| Categoria          | País    | Any       | Partits |
| ------------------ | ------- | --------- | ------- |
| Segona Divisió "B" | Espanya | 2013-2015 | 48      |
| Segona Divisió     | Espanya | 2015-2017 | 47      |
| Primera Divisió    | Espanya | 2017-     | 79      |
| Copa de S.M El Rei | Espanya | 2015-     | 16      |

## Premis
- Trofeu Guruceta primera divisió (1): 2021[5]